# Dos Arroyos, Sinaloa
Dos Arroyos är en ort i Mexiko.   Den ligger i kommunen Culiacán och delstaten Sinaloa, i den västra delen av landet, 1 100 km nordväst om huvudstaden Mexico City. Dos Arroyos ligger 138 meter över havet och antalet invånare är 237.
Terrängen runt Dos Arroyos är kuperad åt nordväst, men åt sydost är den platt. Runt Dos Arroyos är det ganska tätbefolkat, med 155 invånare per kvadratkilometer. Närmaste större samhälle är El Limón de los Ramos, 9,6 km söder om Dos Arroyos. I omgivningarna runt Dos Arroyos växer huvudsakligen savannskog.